# Сотсков, Александр Петрович
Александр Петрович Сотсков ( декабрь 1920, Москва — ?) — советский футболист. Мастер спорта СССР (1951).

## Биография
Воспитанник футбольной школы «Буревестник» (Москва).
В 1939—1940 годах — в составе клуба «Пищевик» Москва.
В 1946—1952 годах играл за МВО / команда г. Калинина, был капитаном команды. Играл в первом матче финала Кубка СССР 1951, в переигровке участия не принимал. В чемпионате 1952 года сыграл три матча.
В 1964—1967 годах был старшим тренером команды первенства БССР «Нефтяник» Новополоцк, с 1968 года — тренер городской ДЮСШ.